# Melchor Borruel
Melchor Borruel fue un teólogo español nacido en Fanlo (Huesca) que brilló a finales del siglo XVIII.
Se doctoró en Teología en el colegio de Aragón, de la universidad de Alcalá de Henares, siendo después receptor de la capilla real, capellán de honor y predicador de número de su majestad.
Nombrado obispo de Albarracín, renunció a la mitra.

## Obra
Publicó:
- Constituciones para el gobierno interno del seminario de la villa de Monforte de Lemus